# 比魯

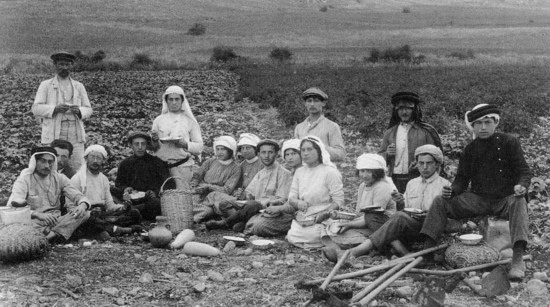
第一批到阿利亞的人

比魯（Bilu），音譯自《聖經·以賽亞書》的一句（Beit Ya'akov Lekhu Ve-nelkha）（二章五節：「雅各家啊，來吧…耶和華的光明中行走」）是一批希望在以色列之地建立以色列國的猶太理想主義者。
在1881-1884年進行的一連串屠殺，和俄國沙皇阿歷山大三世在1882年推出的，反閃米特人的「五月法律」後，猶太人從俄羅斯大規模遷走。在1880至1920年期間，多於二百萬猶太人逃離俄羅斯。大部分移民至美國，有些決定到阿利亞（猶太人相信的「以色列國」）去。
第一批比魯團由來自哈爾科夫的十四位前大學生組成，他們在1882年抵達巴勒斯坦，然後是鄂圖曼帝國的其中一個省。同月，在探訪一間猶太農業學校失敗後，他們加入了一群錫安先鋒，建立了一個叫「第一批到達錫安的人」的組織；它是一個阿拉伯村落已售地的農業合作社。那裡根本沒有足夠的食水，在幾個月之間，面對餓死的命運，他們大部分都離開了。
然後他們向德籍猶太人迈尔·阿姆谢尔·罗斯柴尔德求援。他給了他們在巴勒斯坦建立酒類事業的資金。在1886年，他們開始在里雄錫安市建立酒類事業，最後更成為了一家很成功的酒類出口公司。